# 何文玳
何文玳（越南语：／；1896年—1964年），越南阮朝官員、革命家。

## 生平
何文玳是河靜省宜春縣潘舍總仙田社（今屬河靜省宜春縣仙田社仙田村）人，成泰八年（1896年）出生。維新九年（1915年），參加乂安場鄉試，考中舉人。啟定四年（1919年），參加庭試，考中副榜。歷任工部承派、慶和按察使、清化按察使、河靜巡撫。八月革命後，擔任河靜省長、河內上訴法院院長，並於1955年加入越南社會黨，1961年獲得二項抗戰勳章。後進入越南文學院工作，研究越南文學，並參與修訂、編纂《阮尚賢詩文》、《阮春溫詩文》、《越南愛國詩文》等。
1964年，何文玳去世。